# Gauliga Westmark
Die Gauliga Westmark (1941 bis 1942: Bereichsklasse Westmark) war eine der höchsten Spielklassen im deutschen Fußball in der Zeit des Nationalsozialismus. Sie wurde 1941 im Zuge der Neustrukturierung der Reichsgaue als einer der Nachfolger der Bereichsklasse Südwest eingerichtet.

## Geschichte
1933 war die Gauliga Südwest eine der höchsten Spielklassen in den 16 neu eingerichteten Sportgauen im „Dritten Reich“. In ihnen wurde jeweils einer der Teilnehmer an der Endrunde zur deutschen Meisterschaft ausgespielt. Nach Kriegsbeginn wurden einige der Ligen, die sich über eine große Fläche erstreckten, aufgelöst und die Mannschaften neu eingeteilt. Dazu gehörte 1941 auch die Gauliga Südwest, die bereits seit 1939 in zwei Staffeln ausgetragen wurde. Aus der Staffel Saarpfalz und Vereinen aus dem eroberten Lothringen entstand die Gauliga Westmark, die Mannschaften der Staffel Mainhessen hingegen wurden mit einem Teil der ebenfalls aufgelösten Gauliga Hessen in die Gauliga Hessen-Nassau eingeteilt.
Bei der Gründung der Bereichsklasse 1941 nahmen zehn Vereine teil, der FK Pirmasens zog seine Mannschaft allerdings vor Rundenende zurück, ab 1942 traten wieder zehn Mannschaften an. Während der 1. FC Kaiserslautern als erster Westmarkmeister in der sich anschließenden Endrunde um die deutsche Meisterschaft im Achtelfinale ausschied, erreichte im Jahr darauf der FV Saarbrücken das Endspiel um die deutsche Meisterschaft, scheiterte in Berlin aber am Dresdner SC (0:3). In der folgenden und letzten Spielzeit erreichte der Klub als Teil einer Kriegsspielgemeinschaft erneut die Endrunde, verlor aber sein Viertelfinalspiel gegen den 1. FC Nürnberg. Mit dem FV Metz, der TSG Saargemünd und der TSG Merlenbach waren zudem drei Vereine aus dem besetzten Lothringen in der Gauliga Westmark vertreten. Der FV Metz wurde in allen drei Spielzeiten Vizemeister.
Zur Saison 1944/45 sollten keine Vereine, sondern Stadt- und Kreismannschaften am Spielbetrieb in zwei Gruppen teilnehmen. Aufgrund des Kriegsverlaufs wurde die Saison allerdings nicht begonnen.

## Gaumeister 1942–1944
| Saison  | Gaumeister Westmark  | Abschneiden deutsche Meisterschaft | Deutscher Meister |
| ------- | -------------------- | ---------------------------------- | ----------------- |
| 1941/42 | 1. FC Kaiserslautern | Achtelfinale                       | FC Schalke 04     |
| 1942/43 | FV Saarbrücken       | Finale                             | Dresdner SC       |
| 1943/44 | KSG Saarbrücken      | Viertelfinale                      | Dresdner SC       |

## Ewige Tabelle
Berücksichtigt sind alle Gruppenspiele der Gauliga Westmark zwischen den Spielzeiten 1941/42 und 1943/44. Die Tabelle richtet sich nach der damals üblichen Zweipunkteregel.
| Pl. | Verein                  | Jahre | Sp. | S  | U  | N  | T+  | T-  | Diff. | Punkte | Ø-Pkt. | Titel | Spielzeiten nach Kalenderjahren |
| --- | ----------------------- | ----- | --- | -- | -- | -- | --- | --- | ----- | ------ | ------ | ----- | ------------------------------- |
| 1.  | FV Metz                 | 3     | 52  | 30 | 11 | 11 | 140 | 72  | +68   | 71:33  | 1,37   | -     | 1941–44                         |
| 2.  | 1. FC Kaiserslautern    | 3     | 52  | 25 | 6  | 21 | 146 | 112 | +34   | 56:48  | 1,08   | 1     | 1941–44                         |
| 3.  | Borussia Neunkirchen    | 3     | 52  | 21 | 12 | 19 | 143 | 109 | +34   | 54:50  | 1,04   | -     | 1941–44                         |
| 4.  | TuRa Ludwigshafen       | 3     | 52  | 20 | 12 | 20 | 104 | 112 | −8    | 52:52  | 1      | -     | 1941–44                         |
| 5.  | VfR Frankenthal         | 3     | 52  | 17 | 12 | 23 | 105 | 140 | −35   | 46:58  | 0,88   | -     | 1941–44                         |
| 6.  | FV Saarbrücken a        | 2     | 34  | 19 | 3  | 12 | 78  | 57  | +21   | 41:27  | 1,21   | 1     | 1941–43                         |
| 7.  | TSG Saargemünd          | 3     | 52  | 15 | 11 | 26 | 108 | 150 | −42   | 41:63  | 0,79   | -     | 1941–44                         |
| 8.  | TSG 1861 Ludwigshafen b | 2     | 34  | 17 | 6  | 11 | 70  | 49  | +21   | 40:28  | 1,18   | -     | 1941–43                         |
| 9.  | KSG Saarbrücken         | 1     | 18  | 12 | 6  | 0  | 52  | 12  | +40   | 30:60  | 1,67   | 1     | 1943/44                         |
| 10. | KSG Ludwigshafen        | 1     | 18  | 6  | 4  | 8  | 33  | 31  | +2    | 16:20  | 0,89   | -     | 1943/44                         |
| 11. | TSG Merlenbach          | 1     | 18  | 6  | 4  | 8  | 35  | 45  | −10   | 16:20  | 0,89   | -     | 1943/44                         |
| 12. | KSG Pioniere/VfL Speyer | 1     | 18  | 5  | 6  | 7  | 29  | 48  | −19   | 16:20  | 0,89   | -     | 1943/44                         |
| 13. | TSG Oppau b             | 1     | 18  | 3  | 5  | 10 | 23  | 54  | −31   | 11:25  | 0,61   | -     | 1942/43                         |
| 14. | SpVgg Mundenheim        | 1     | 16  | 2  | 4  | 10 | 20  | 49  | −29   | 8:24   | 0,5    | -     | 1941/42                         |
| 15. | SC Altenkessel a        | 1     | 18  | 2  | 2  | 14 | 20  | 66  | −46   | 6:30   | 0,33   | -     | 1942/43                         |
| 16. | FK Pirmasens c          | 1     | 0   | 0  | 0  | 0  | 0   | 0   | ±0    | 0:0    | 0      | -     | 1941/42                         |